# Rubus insulanus
Rubus insulanus är en rosväxtart som beskrevs av Liberty Hyde Bailey. Rubus insulanus ingår i släktet rubusar, och familjen rosväxter. Inga underarter finns listade i Catalogue of Life.